# Jan Boersma
Jan Boersma, född den 1 november 1968 i Nederländerna, är en seglare från Nederländska Antillerna.
Han tog OS-silver i division II i samband med de olympiska seglingstävlingarna 1988 i Seoul.